# Nike Air Force 1

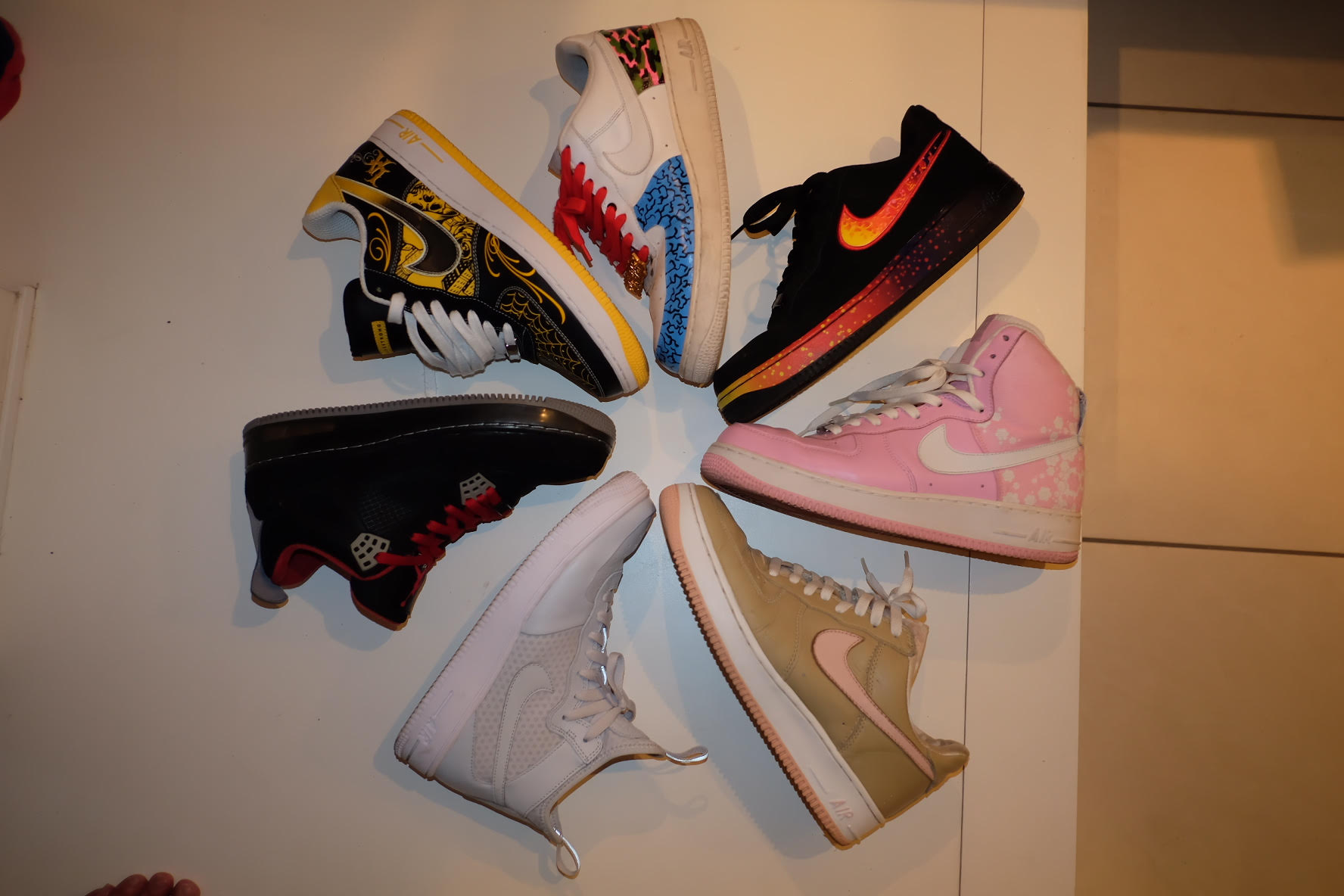
Nike Air Force 1

Nike Air Force，又稱Air Force 1（AF1），是美國運動用品公司耐克生產的一款運動鞋，最早生产于1982年，最初的設計者是Bruce Kilgore，当时挑选了六名篮球运动员代言Air Force 1，他们分别是：摩西·马龙、迈克尔·库珀、贾马尔·威尔克斯、博比·琼斯 (1951年) 、麥卡爾·湯普森、卡爾文·奈特 即“最初六人”。
Air Force 1也是首款運用了Nike Air技術的籃球鞋。Air Force 1這個名稱來自於美國總統專機空軍一號。

## 联名

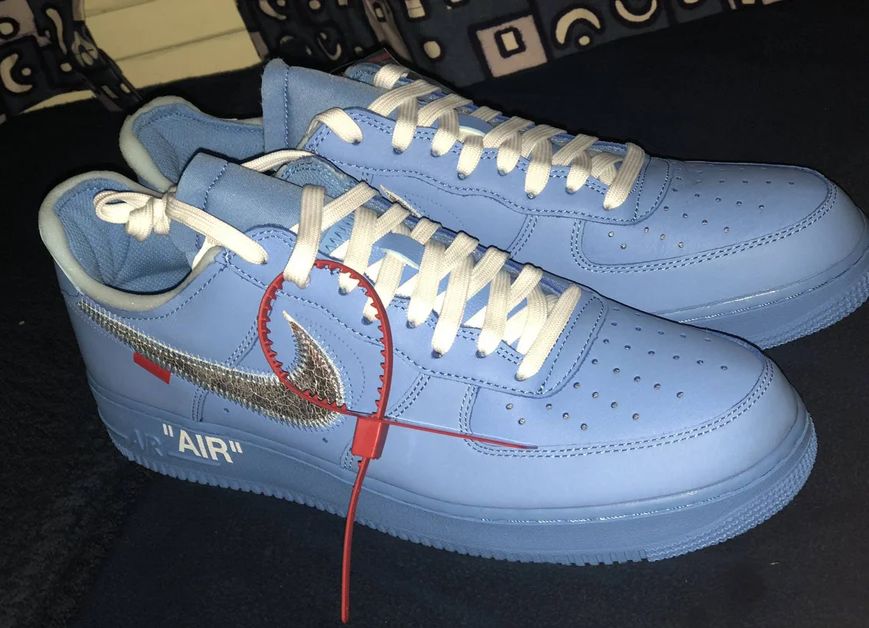
Off-White x Nike Air Force 1 "MCA"

与Off-White联名设计鞋款

## 藝人合作
2017年11月，Air Force 35週年，nike找來了大支、熊仔、TroutFresh、ØZI、Julia Wu、B.C.W與Barry等7位台灣饒舌歌手創作了單曲「走到飛」，來紀念Nike Air Force 35週年。

## 外部連結
- 官方网站